# Brętowo
Brętowo (kaszub. Brentowò lub też Brãtowò, niem. Brentau) – dzielnica Gdańska położona w zachodniej części miasta, na skraju Lasów Oliwskich, nad potokiem Strzyża.
Dzielnica ma głównie charakter mieszkaniowy. Na jego terenie znajduje się również Sanktuarium Matki Bożej Brzemiennej w Gdańsku Matemblewie.

## Toponimia
Do 1945 obowiązywała nazwa niemiecka Brentau, obecną administracyjnie zatwierdzono 12 listopada 1946.
Nazwa dzielnicy pochodzi od nazwy miejscowości Brętowo (leżącej na terenie obecnego osiedla Niedźwiednik). Nazwa dzielnicy jest jednak rzadko stosowana na rzecz nazw osiedli składowych - Niedźwiednik i Matemblewo.

## Warunki naturalne

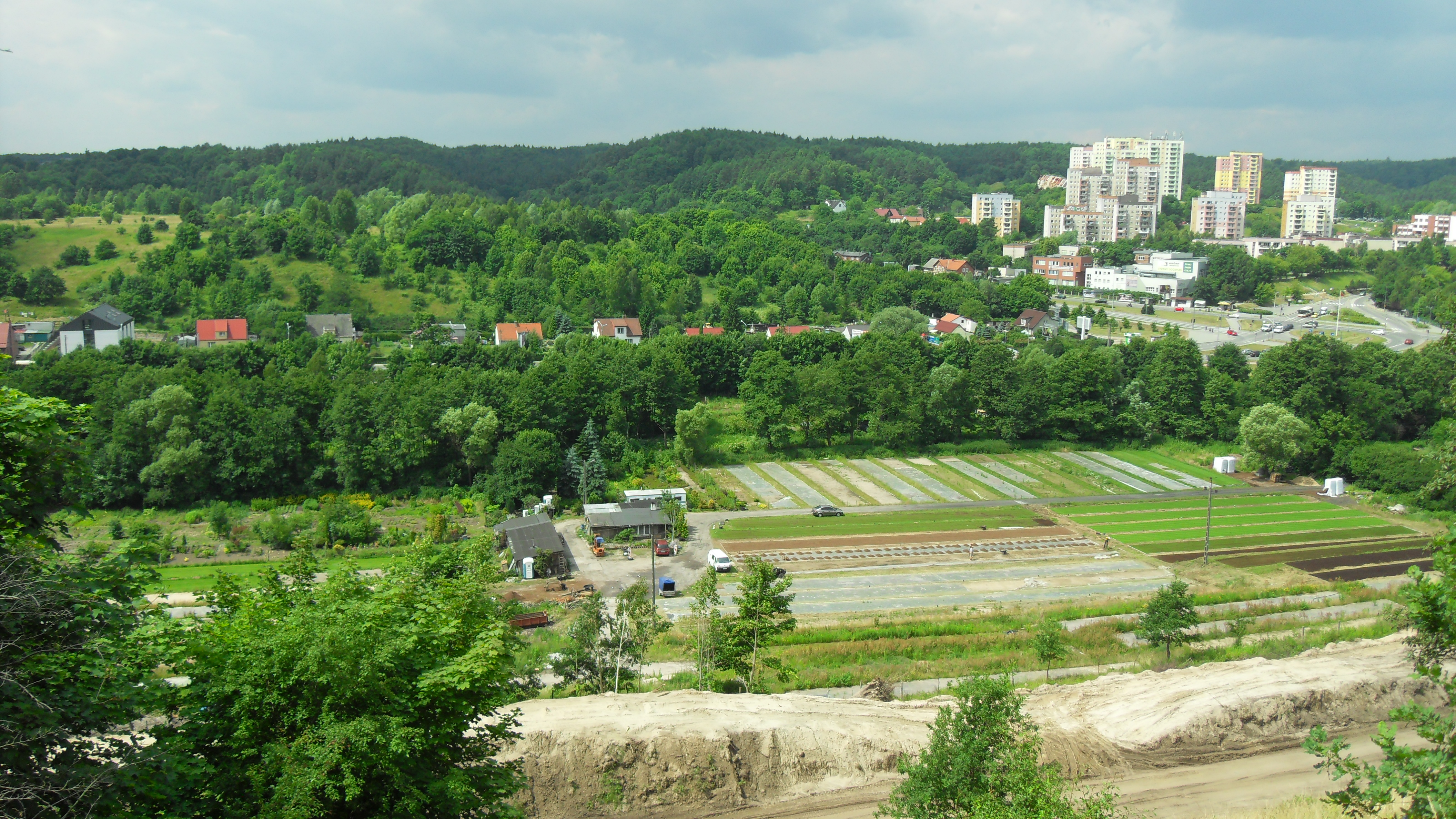
Panorama Brętowa

Brętowo znajduje się w mezoregionie Pojezierze Kaszubskie, zwanym również Pojezierzem Kartuskim. Dzielnica leży na charakterystycznych dla tego mezoregionu morenowych wzgórzach, brakuje jednak typowych dla pojezierza jezior. Wzgórza te są w dużej mierze zalesione. Lasy te są częścią, utworzonego Uchwałą Nr XVI/89/79 Wojewódzkiej Rady Narodowej w Gdańsku z dnia 3 maja 1979, Trójmiejskiego Parku Krajobrazowego. W jego obrębie znajduje się Rezerwat przyrody Wąwóz Huzarów, chroniący typową dla Lasów Oliwskich kwaśną buczynę w odmianie niżowej i rzadkie gatunki takie jak podrzeń żebrowiec. Na terenie dzielnicy znajdują się m.in. Góra Matemblewska (160,3 m n.p.m.) i wzniesienie Cieniawa (110,6 m n.p.m.).

## Granice dzielnicy
Brętowo graniczy od północy z Oliwą i VII Dworem, od wschodu z Wrzeszczem Górnym, od południa z dzielnicą Piecki-Migowo i dzielnicą Jasień, a od zachodu z Matarnią. Granice w większości biegną przez tereny leśne, stąd trudno wyznaczyć je dokładnie w terenie. Przeważnie zostały wyznaczone na podstawie końca zwartej zabudowy po jednej ze stron granicy.
Granica z VII Dworem jest dość trudna do lokalizacji w terenie – biegnie od trójstyku z Wrzeszczem Górnym, w pobliżu przecięcia linii końca działek ulicy Słowackiego a dawną linią kolejową Wrzeszcz-Stara Piła. Następnie biegnie w lesie dwoma odcinkami złamanymi do wewnątrz VII Dworu. Następnie odcina zabudowę osiedla Niedźwiednik (leżącego po stronie Brętowa) od lasów (po stronie VII Dworu). Dalsza część granicy leży w Lasach Oliwskich. Trójstyk z Oliwą znajduje się w przybliżeniu na tej samej szerokości, co zachodni zjazd z ulicy Słowackiego do Matemblewa oraz na długości najbardziej wysuniętego punktu granicy zabudowań Niedźwiednika.
Granica z Jasieniem jest bardzo trudna do wyznaczenia w terenie – w całości biegnie przez teren niezabudowany, granica ta jest związana z dawną granicą Gdańska. Granica zlokalizowana jest w połowie drogi pomiędzy osiedlami Nowiec (Brętowo) i Kiełpinek (Jasień).
Granica z Matarnią jest jedyną łatwą do dość dokładnego wyznaczenia w terenie. Granica ta przebiega granicą Trójmiejskiego Parku Krajobrazowego.
Granica z Oliwą w całości przebiega w lesie, zaczyna się od trójstyku z VII Dworem a kończy się na trójstyku z Matarnią, w narożniku osiedla Złota Karczma.
Granica z Wrzeszczem Górnym jest dość łatwa do znalezienia w terenie, gdyż biegnie granicami osiedli Brętowa. Granica biegnie nasypem kolejowym.

## Zabudowa
Zabudowa Brętowa jest niejednorodna - tworzące je osiedla zostały wybudowane w różnych okresach, stąd w dzielnicy znajdują się zarówno bloki mieszkalne z prefabrykatów na osiedlu Niedźwiednik, jak i domy jednorodzinne na Matemblewie.

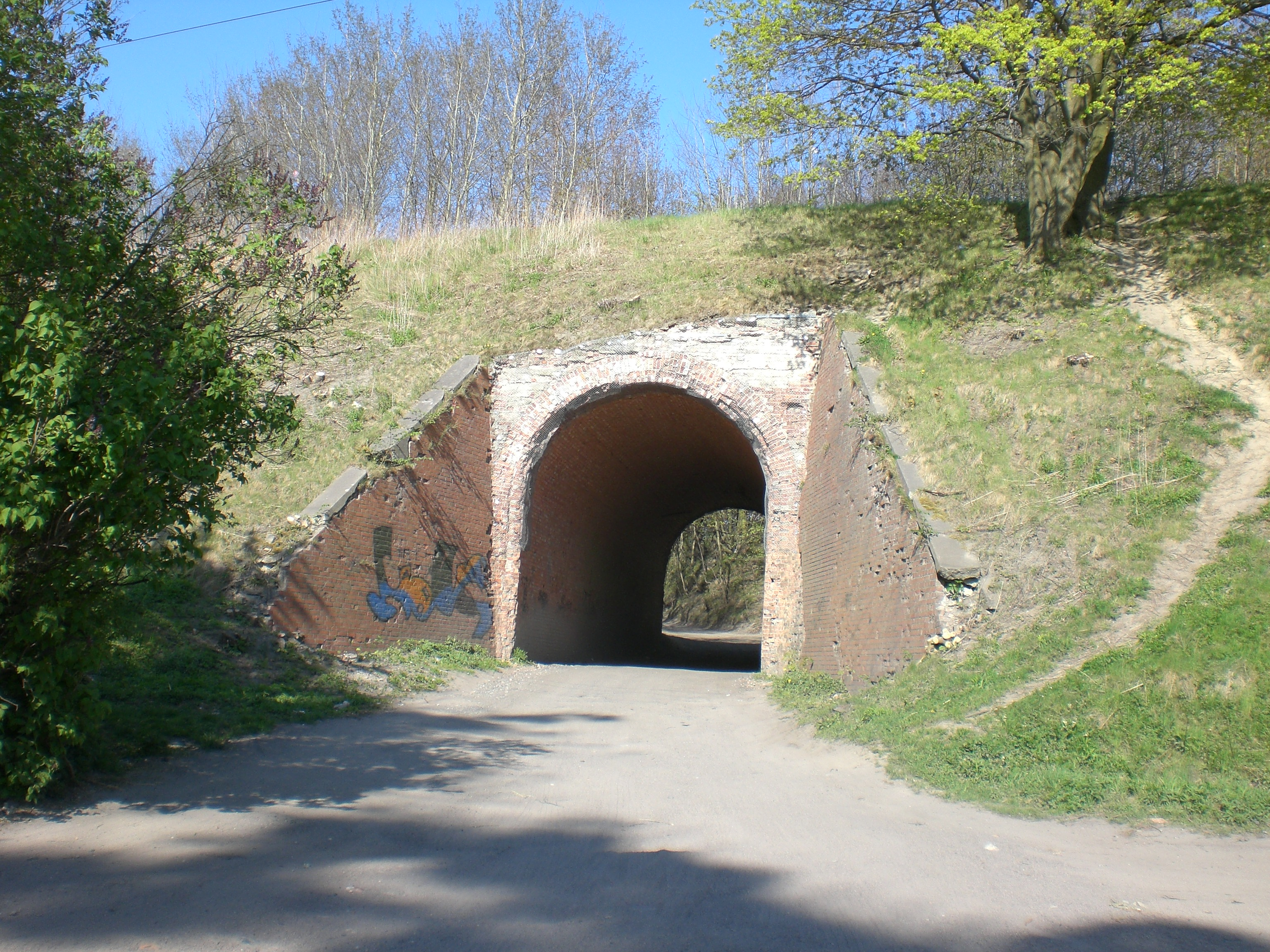
Nieistniejący wiadukt dawnej linii kolejowej Wrzeszcz-Kokoszki, w ciągu ul. Ogrodowej

### Zabytki
- linie niemieckich okopów na okolicznych wzgórzach
- Bycze Wzgórze, ślady prasłowiańskiej osady (obecnie teren przyległy do ogrodzenia Szpitala Psychiatrycznego)
- położone w Lasach Oliwskich Sanktuarium Matki Bożej Brzemiennej
- połamane koło młyńskie z majątku Lipnik (w lesie koło osiedla Niedźwiednik)
- Cmentarz Brętowski (administracyjnie położony na terenie Wrzeszcza Górnego)

Znajdujące się do roku 2013 pozostałości linii kolejowej z Wrzeszcza do Kokoszek (przyczółki wiaduktu nad ulicą Słowackiego, wiadukt nad ul. Ogrodową, pozostałości dawnego przystanku kolejowego Brentau) zostały rozebrane, a w ich miejscu powstały nowe obiekty dla Pomorskiej Kolei Metropolitalnej.

## Historia

### do 1933
W pierwszej połowie XIV wieku cystersi założyli w rejonie zbiegu ul. Słowackiego i al. Grunwaldzkiej wieś Strzyżę, w obrębie której w 1342 roku wymieniona została po raz pierwszy osada Nowiec. Do wsi Strzyża należała cała dolina górnego odcinka potoku Strzyża, od Nowca. Ze wsi Strzyża wyodrębniła się około 1600 roku wieś Brętowo, usytuowana u zbiegu ul. Potokowej i ul. Słowackiego (1602 - potok Bringenthue). Jej powstanie wynikło z budowy na nurcie Strzyży urządzeń wodnych napędzających nowe zakłady przemysłowe - młyny i kuźnice. Na przełomie XVI i XVII wieku powstało ich łącznie sześć. Obiekty te, na zasadzie dzierżawy z prawem dziedziczenia i zbywania, należały do patrycjuszy gdańskich, którzy wznosili przy nich dworki będące letnimi rezydencjami dla ich rodzin.
W 1625 roku istniały: kuźnica żelaza, młyn prochowy, dwór i grunty. W 1737 roku Brętowo funkcjonowało jako wieś z kuźnicą miedzi, młynem oraz karczmą, w posiadaniu klasztoru w Oliwie.
Od XVIII wieku na terenie dzielnicy, a dokładniej na terenie obecnego Sanktuarium Matki Bożej Brzemiennej w Gdańsku Matemblewie, jest czczona Matka Boża Brzemienna. Wówczas teren ten był niezamieszkany. Najprawdopodobniej cystersi w drugiej połowie XVIII wieku stworzyli tutaj sanktuarium.
W ostatniej ćwierci XIX wieku poprowadzona została przez Brętowo szosa z Wrzeszcza do Matarni i Rębiechowa (obecna ul. Słowackiego).
W 1904 roku został tu założony cmentarz katolicki, którego właścicielem była katolicka parafia Serca Jezusowego z Wrzeszcza.
W 1914 roku uruchomiono przystanek Brentau na linii z Wrzeszcza do Starej Piły.
W pierwszej połowie XX wieku w Brętowie funkcjonowała cegielnia Dampfziegelei und Kalksandsteinfabrik Brentau bei Danzig.
W 1921 roku rozbudowano znajdującą się w Brętowie kaplicę, przekształcając ją w kościół.
W 1922 roku na terenie Brętowa została założona pierwsza parafia (podparafia) należąca do dekanatu oliwskiego. Nowa parafia powstała z terenu parafii Serca Jezusowego. 1 kwietnia 1929 parafię usamodzielniono (Parafia Matki Boskiej Nieustającej Pomocy w Gdańsku), przypisując jej tereny Brętowa, Srebrzyska, Złotej Karczmy i Matemblewa. Brętowska parafia otrzymała wezwanie Matki Boskiej Nieustającej Pomocy.
Przed II wojną światową sanktuarium w Brętowie było celem pielgrzymek organizowanych w Gdańsku.

### 1933–1945
W 1933 rozszerzono granice miasta Gdańska, włączając między innymi do miasta teren Brętowa. Podczas II wojny światowej do Matemblewa przychodziło wielu pielgrzymów, szczególnie matek proszących o szczęśliwy powrót synów z wojny. W 1946 zaprzestano pochówków na terenie Cmentarza Brętowskiego.

### 1945–1989
W latach 60. nastąpił rozwój sanktuarium w Matemblewie. Sanktuarium zostało rozbudowane i było coraz liczniej odwiedzane przez pielgrzymów. W 1966, najprawdopodobniej na polecenie władz komunistycznych, sanktuarium zostało zdewastowane.
W latach osiemdziesiątych zaczęto budowę nowoczesnego kościoła, na osiedlu Niedźwiednik, potocznie zwanego skocznią narciarską (ze względu na dach przypominający skocznię). Budynek ten powstał na terenie cmentarza.

### po 1989
W 1989 roku nastąpił podział parafii w Brętowie na dwie. W tym samym roku powstał Dom Samotnej Matki w Matemblewie, który został jednak w pełni otwarty dopiero w 1992 roku. W 1999 w pożarze kościoła ucierpiał dach. Od 22 kwietnia 2007 na terenie dzielnicy działa rada osiedla.

### Liczba mieszkańców
- ok. 1786 – 9 "dymów"
- 1885 – 216 osób
- 1910 – 1179 osób (1084 Niemców, 94 Polaków), 76 budynków mieszkalnych i 224 gospodarcze
- ok. 1935 – 1845 osób

## Transport i komunikacja

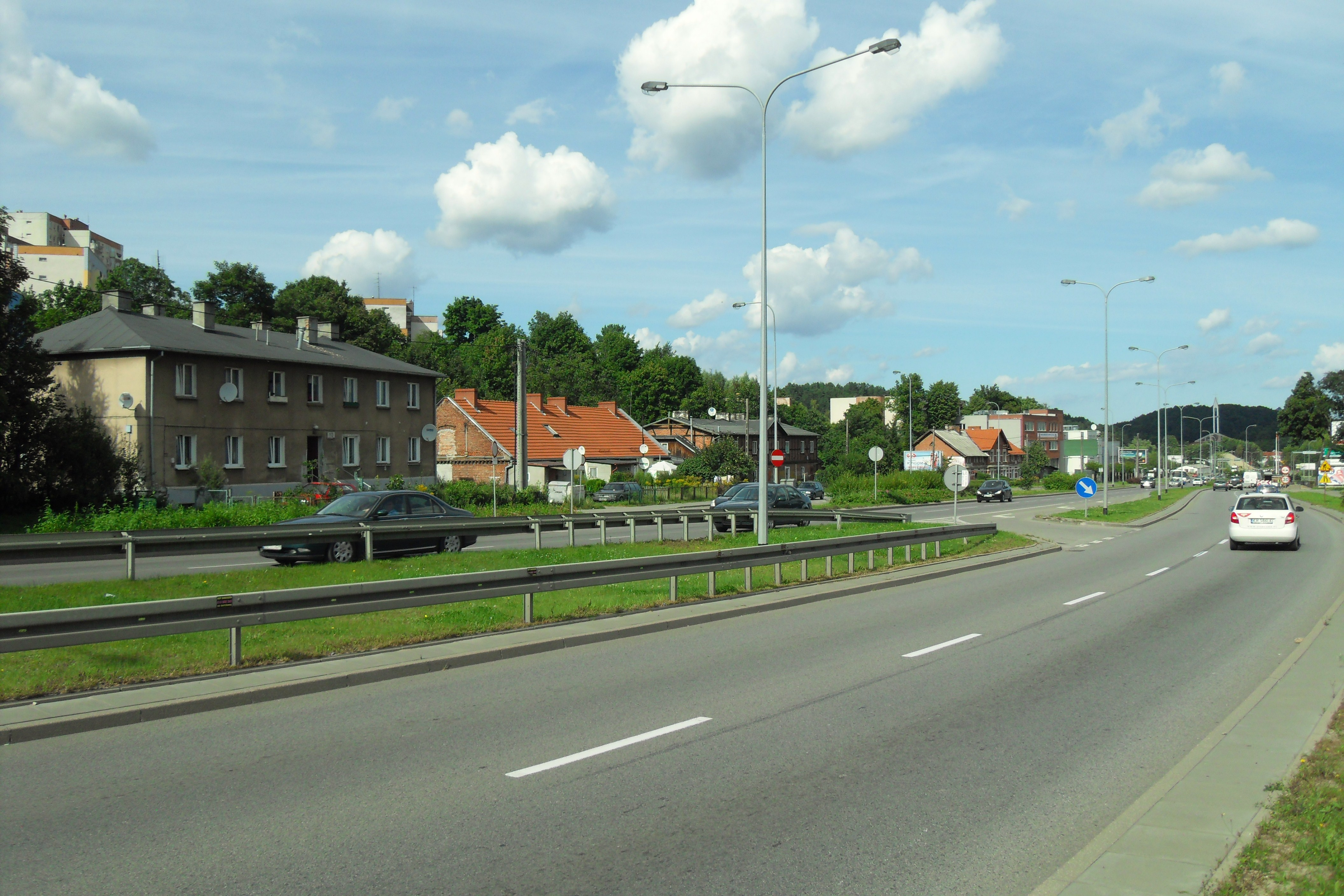
Ul. Słowackiego w Brętowie

### Główne ulice
Głównymi ulicami Brętowa są ul. Słowackiego, będąca fragmentem drogi wojewódzkiej nr 472, droga ta łączy Wrzeszcz z Matarnią oraz ul. Franciszka Rakoczego/ul. Potokowa łączące centrum miasta z Matarnią. Ulice te stanowią główny ciąg komunikacyjny łączący Gdańsk z portem lotniczym w Rębiechowie.

### Autobusy
Przez Brętowo kursują następujące autobusy komunikacji miejskie:
- Kierunek Wrzeszcz – Matarnia (i dalej) – linie 110, 122, 126, 157, N3
- Kierunek Wrzeszcz – Piecki Migowo (i dalej) – linie 227.
- Kierunek Matarnia – Piecki Migowo (i dalej) – linia 210.

Większość tras prowadzi główną przelotową ulicą Słowackiego, przy której nie znajdują się osiedla mieszkaniowe.
Ponadto do osiedli Brętowa kursują autobusy miejskie linii:
- do Niedźwiednika: 184, N6 oraz 136, 283 przez pętlę Leśna Góra
- do Matemblewa: 116, 131.

### Kolej

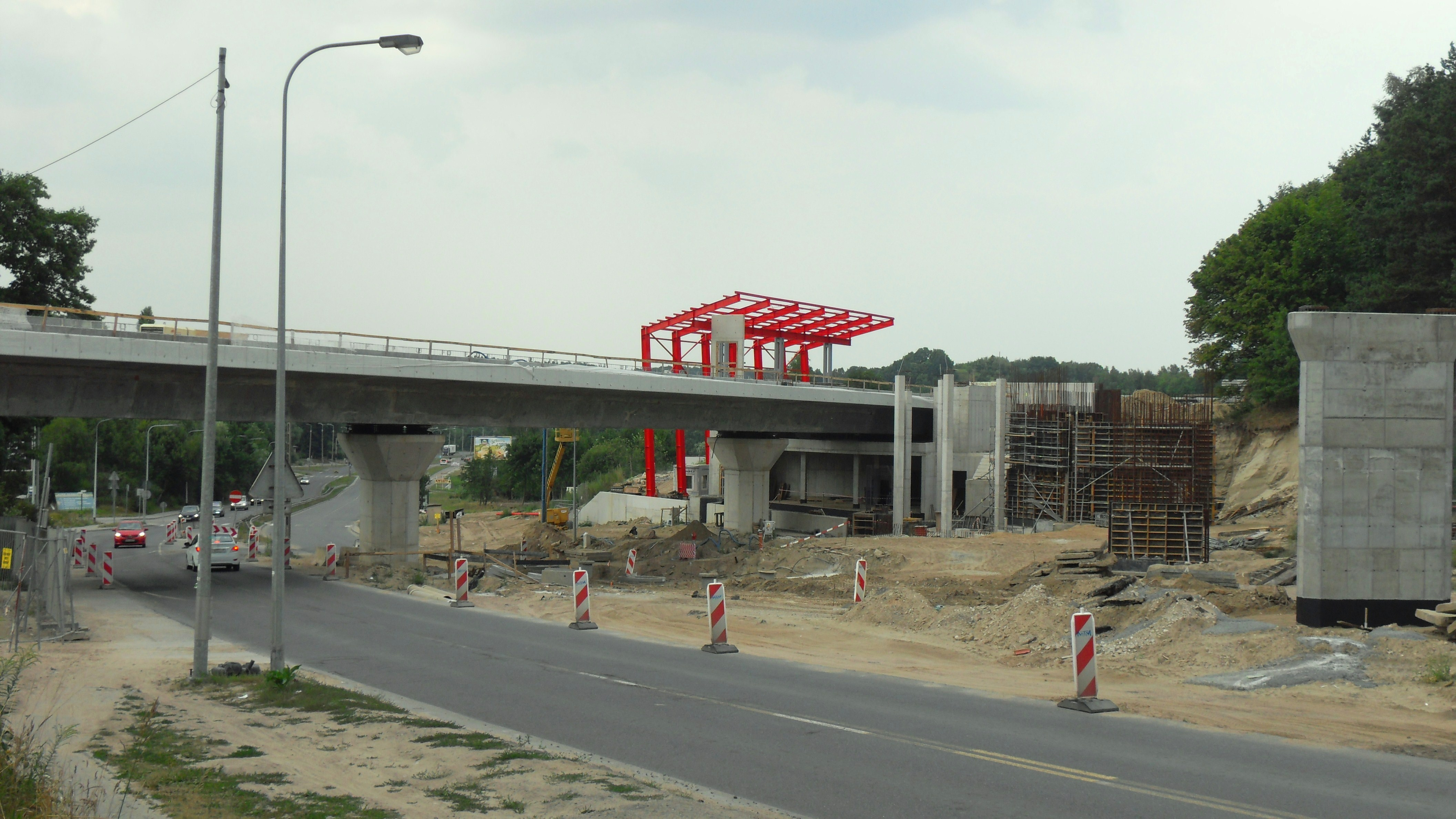
Wiadukt nad ul. Rakoczego, stan na 2014. Obecnie (2016) przystanek PKM

Przez Brętowo przechodziła linia kolejowa łącząca Wrzeszcz ze Starą Piłą. Na terenie dzielnicy znajdowała się stacja kolejowa Brentau. Linia ta została uszkodzona podczas II wojny światowej przez wycofującą się armię niemiecką. Po wojnie linia nie została odbudowana, a stację zlikwidowano.
W roku 2015 oddany został do użytku przystanek Gdańsk Brętowo, przy którym zatrzymują się pociągi Pomorskiej Kolei Metropolitalnej. Stacja ta jest zarazem ostatnim przystankiem powstałej w 2015 linii tramwajowej.

## Kultura i edukacja
Na terenie dzielnicy nie działa żadna szkoła ponadgimnazjalna. Przy ulicy Podkarpackiej działa filia nr 62 Wojewódzkiej i Miejskiej Biblioteki Publicznej im. Josepha Conrada Korzeniowskiego w Gdańsku. Przy bibliotece działa Dyskusyjny Klub Książki.

## Turystyka
Tereny Brętowa, a dokładniej okolic Matemblewa, są często wykorzystywane przez mieszkańców Gdańska do spacerów. Dodatkowo na Matemblewie znajduje się sanktuarium odwiedzane przez pielgrzymów.
Przez Brętowo przebiegają następujące szlaki turystyczne PTTK:
- – Szlak Skarszewski (Sopot-Kamienny Potok – Skarszewy[21])
- – Szlak Kartuski (Sopot-Kamienny Potok – Kartuzy[22])
- – Szlak Trójmiejski (Gdańsk Dworzec PKS – Gdynia Główna[23])

### Pomniki przyrody
Na terenie dzielnicy rosną 4 pomniki przyrody (modrzew europejski, 2 sosny zwyczajne, buk zwyczajny).

## Sport

### Piłka nożna
Na terenie dzielnicy swoją siedzibę ma jeden klub piłkarski, zrzeszony w Pomorskim Związku Piłki Nożnej – zespół juniorów Iskry Gdynia.

## Wspólnoty wyznaniowe

### Kościoły rzymskokatolickie
Na terenie dzielnicy działają dwie parafie rzymskokatolickie:
- parafia Matki Boskiej Nieustającej Pomocy – ul. Słowackiego 79
- parafia Matki Bożej Brzemiennej – ul. Matemblewska 9

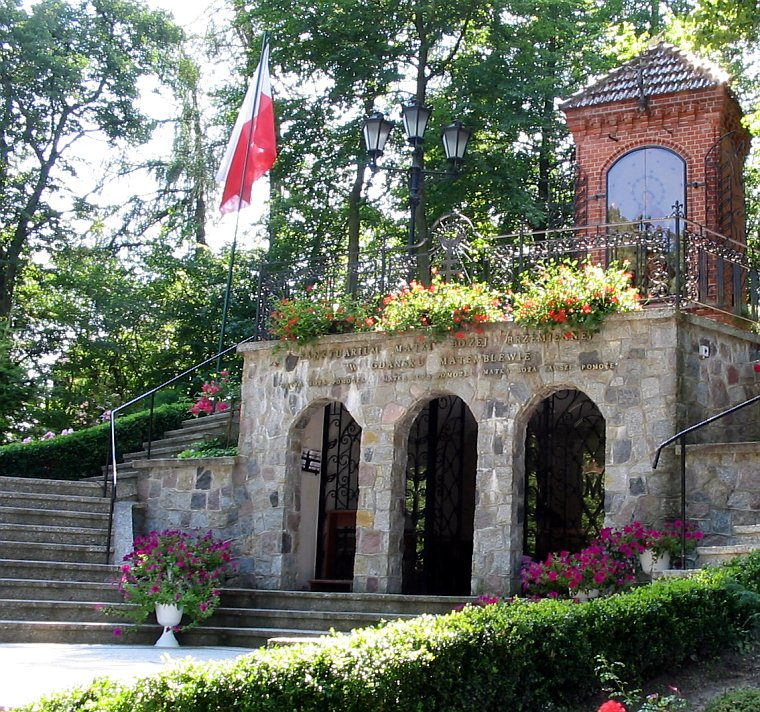
Kapliczka Matki Boskiej Brzemiennej

#### Sanktuarium Matki Bożej Brzemiennej w Gdańsku Matemblewie
Na terenie dzielnicy znajduje się sanktuarium Matki Bożej Brzemiennej w Gdańsku Matemblewie. Sanktuarium to jest jedynym sanktuarium pod tym wezwaniem na świecie. Początek kultu maryjnego w tym miejscu jest datowany na XVIII wiek. W połowie XVIII wieku cystersi założyli sanktuarium. W 1933 roku po rozszerzeniu granic administracyjnych Miasta Gdańsk sanktuarium znalazło się w Gdańsku. Największy rozwój sanktuarium nastąpił w latach 60. W 1989 zbudowano Dom Samotnej Matki oddany w całości w 1992 roku. W 1999 roku sanktuarium odwiedził papież Jan Paweł II.

### Świadkowie Jehowy
Na terenie dzielnicy działalność kaznodziejską prowadzi zbór Świadków Jehowy Gdańsk-Wrzeszcz-Brętowo.

## Podział terytorialny
Do Brętowa należą następujące jednostki terytorialne:
- Lipnik
- Niedźwiednik
- Nowiec – osiedle domów jednorodzinnych
- Matemblewo – osiedle mieszkaniowe
- Obręb Leśny Matemblewo (południowo-wschodnia część)

## Rada Dzielnicy

### Kadencja 2024–2029[27][28][29][30]
- Przewodnicząca Zarządu Dzielnicy 
  - Aneta Chabrowska
- Przewodniczący Rady Dzielnicy 
  - Paweł Garbacz

### Kadencja 2019–2024[31]
- Przewodniczący Zarządu Dzielnicy 
  - Tomasz Gawłas
- Przewodniczący Rady Dzielnicy 
  - Zbigniew Sobieszczański

### Kadencja 2015–2019[32]
- Przewodniczący Zarządu Dzielnicy 
  - Tadeusz Leksycki
- Przewodniczący Rady Dzielnicy 
  - Zbigniew Sobieszczański

### Kadencja 2011–2015[33][34]
do 1 czerwca 2014 jako Rada Osiedla
- Przewodniczący Zarządu Dzielnicy 
  - Tomasz Gawłas
- Przewodniczący Rady Dzielnicy 
  - Kazimierz Cegłowski